# Oude Molstraat 30

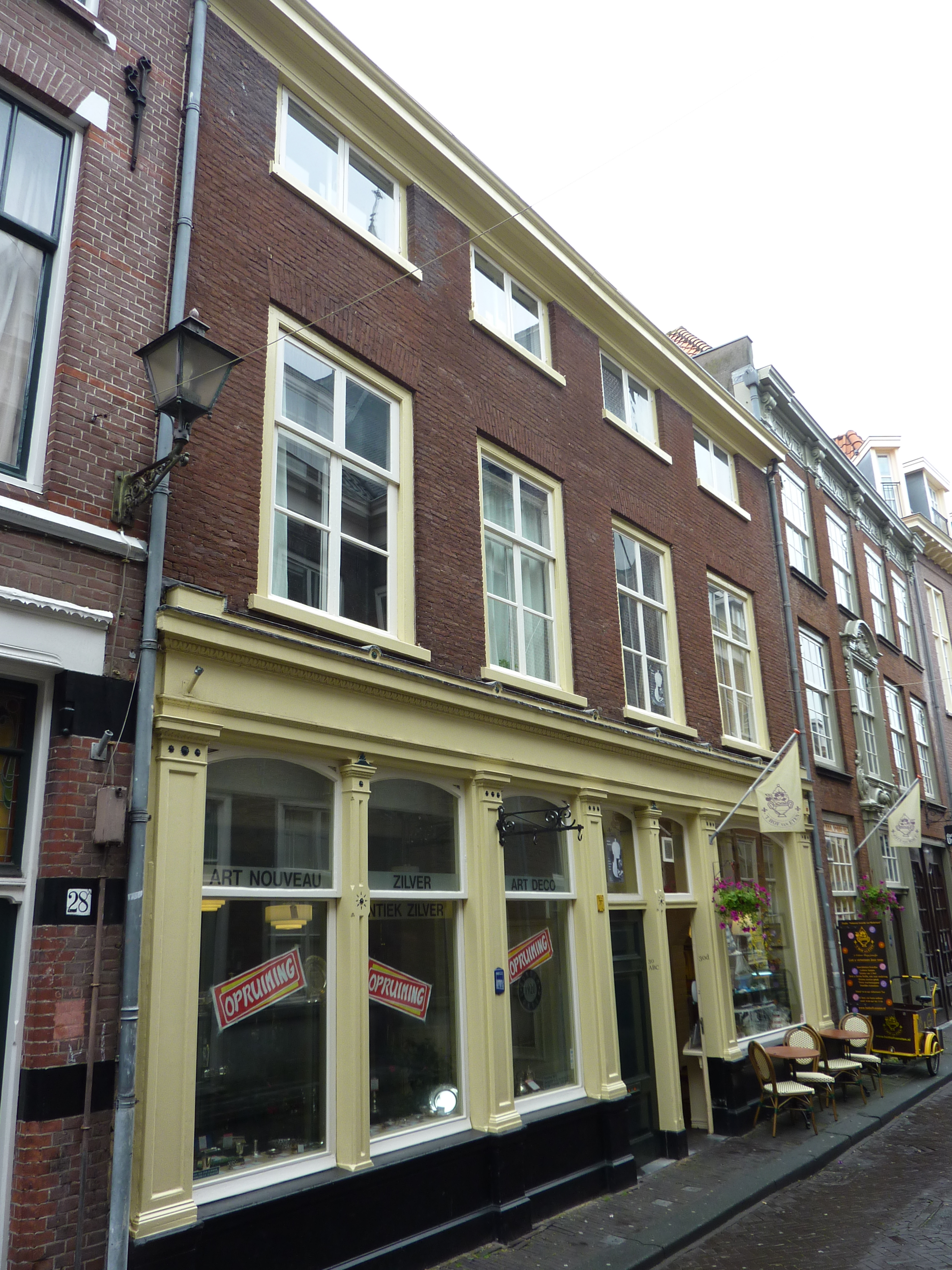
Oude Molstraat 30-30^{d}

Oude Molstraat 30 in Den Haag is een van oorsprong zestiende-eeuws gebouw dat is opgenomen in het register van rijksmonumenten.

## Het pand
De kruisgewelven in de kelder dateren uit de periode dat het pand gebouwd werd. In 1632 werd het verbouwd en kreeg het een spiltrap. In de 18de eeuw werden de huidige paneeldeuren geplaatst. De houten winkelpui werd in de 19de eeuw in de gevel aangebracht. Het gebouw telt twee samengetrokken bedrijfsruimtes en drie woningen. 

## Museum
Tussen 1990 en 1998 was hier het 'Museum voor het Haagsche Hopje' gevestigd. In dit museum waren veel historische foto's en reclamematerialen te zien en er werd getoond hoe hopjes gemaakt werden. Na 1998 werd er een horecabedrijf in gevestigd.